# Dictyna turbida
Dictyna turbida là một loài nhện trong họ Dictynidae.
Loài này thuộc chi Dictyna. Dictyna turbida được Eugène Simon miêu tả năm 1905.